# Јете Карлсон
Јете Карлсон (швед. Олаф Јете Карлсон) бивши је шведски спринт кајакаш који се такмичио крајем 30-их година прошлог века.  
Учествовао је на 1. Светском првенству 1938. у Ваксхолму. Такмичио се у дисциплини кајак четворосед К-4 на 1.000 метара и освојио бронзану медаљу. Посаду кајака су поред њега чинили и Роланд Карлсон, Гунар Јохансон и Berndt Berndtsson